# EUR Magliana
EUR Magliana - stacja na linii B metra rzymskiego i linii kolejki Rzym - Ostia. Stacja została otwarta w 1924 w dzielnicy Esposizione Universale di Roma. Poprzednim przystankiem jest Marconi, a następnym EUR Palasport.